# Sisygambis

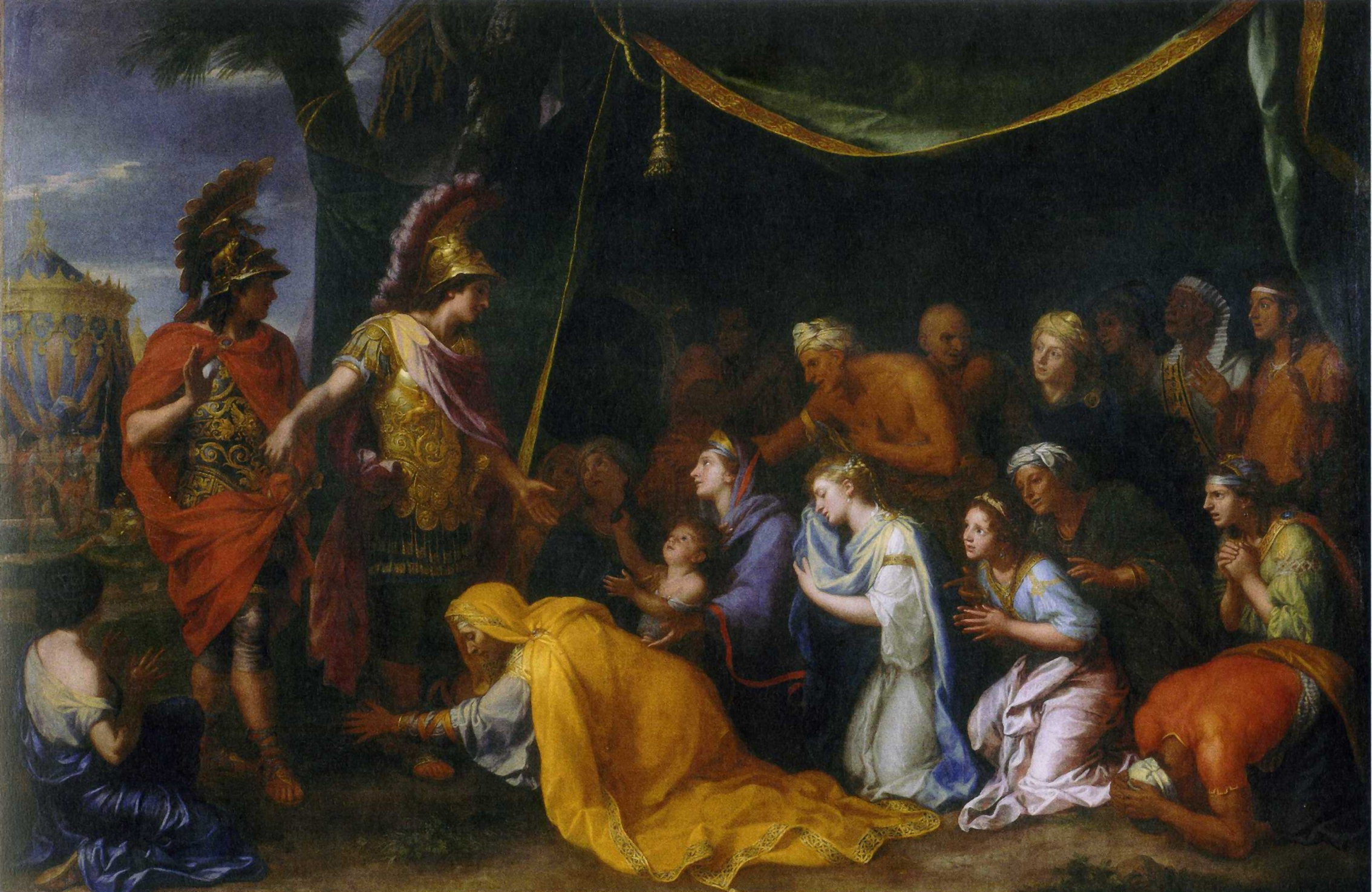
De familie van Darius III knielt voor Alexander met Sisygambis in het gele kleed, geschilderd door Charles Le Brun.

Sisygambis (Oudgrieks: Σισύγαμβις) was de dochter van Artaxerxes II en was de moeder van Darius III.        
Bij de Slag bij Issus (333 v.C.) werd Darius' leger verslagen en de Perzische koning vluchtte. Hij liet zijn familie, waaronder zijn moeder, zijn vrouw Stateira I, zijn kinderen en vele anderen over aan de genade van Alexander. Alexander nam ze gevangen, maar behandelde ze goed. Stateira I stierf bij de geboorte van haar kind en sommigen vermoeden dat het kind van Alexander was.
Sisygambis regeerde over Babylon toen Darius III vertrok. Toen Darius verslagen werd en Alexander zijn intrede in de stad maakte, smeekte Sisygambis voor haar leven en dat van haar familie. Alexander de Grote vroeg hoe ze behandeld wilde worden en ze antwoordde: als een koningin. De koning stemde daarmee in en zo bleef Sisygambis regeren over Babylon. Later trouwde ze met Alexander tijdens het massahuwelijk in Susa. Ze verloochende haar relatie met Darius en zei dat ze maar één zoon had: Alexander de Grote, koning van alle Perzen.
Sisygambis stierf in 323 v.C. na de dood van haar stiefdochter Stateira I en Alexander door honger en verdriet.